# (18469) Hakodate
(18469) Hakodate est un astéroïde de la ceinture principale.

## Description
(18469) Hakodate est un astéroïde de la ceinture principale. Il fut découvert le 20 octobre 1995 à Chichibu par Naoto Satō et Takeshi Urata. Il présente une orbite caractérisée par un demi-grand axe de 2,93 UA, une excentricité de 0,05 et une inclinaison de 2,4° par rapport à l'écliptique.

## Compléments